# فی هولدرنس
فی هولدرنس (انگلیسی: Fay Holderness؛ ‏ ۱۶ آوریل ۱۸۸۱ – ۱۳ مهٔ ۱۹۶۳)  بازیگر اهل ایالات متحده آمریکا بود.
از فیلم‌هایی که وی در آن نقش داشته‌است، می‌توان به صبح زود، همبازی‌ها، سلام دردسر، آیا لازم است ملوانان ازدواج کنند؟، آیا لازم است مردان پیاده به منزل بروند؟، عشق خالص و لحظه سرنوشت‌ساز اشاره کرد.